# Người lính
Người lính (tiếng Anh: soldier) hay còn gọi bằng nhiều cái tên khác như binh sĩ, binh lính, quân lính, lính tráng, sĩ tốt, bộ đội, quân nhân, quân sĩ, chiến sĩ, chiến binh,... là một thành viên phục vụ trong thành phần của lực lượng vũ trang quốc gia, hoặc một đơn vị quân đội. Hầu hết những người lính đều có khả năng chiến đấu. Khi thuê một người lính phục vụ trong quân đội nước ngoài sẽ được gọi là lính đánh thuê.

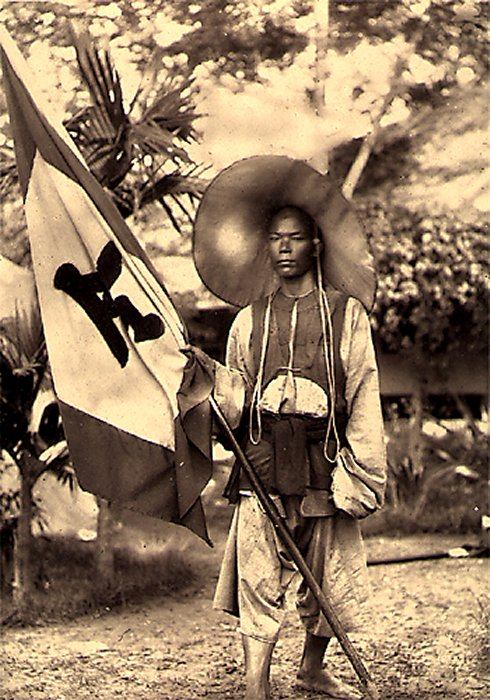
Hình chụp một binh sĩ quân Cờ Đen

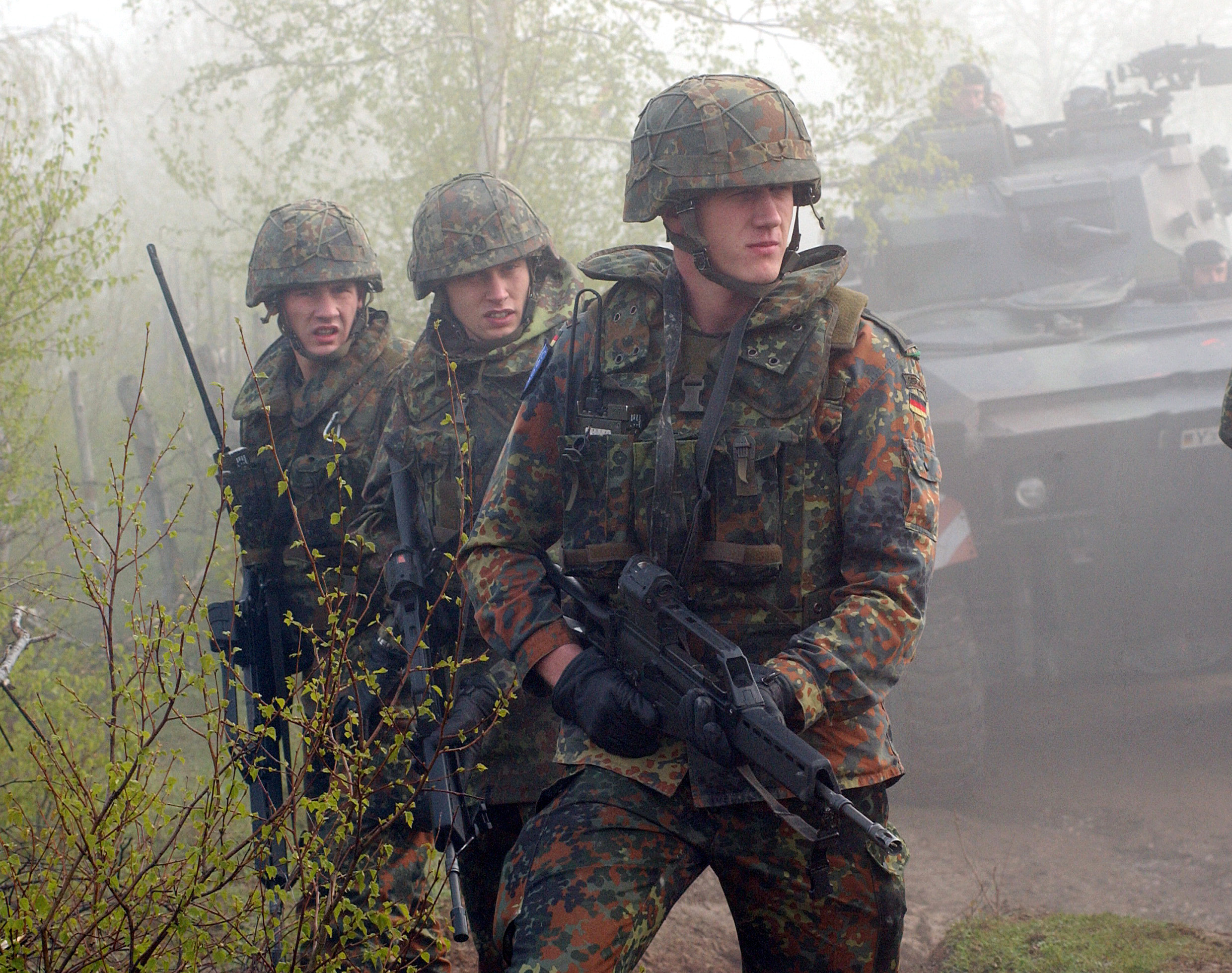
Binh sĩ Đức tại Bosnia.

Ngày nay ở nhiều quốc gia hiện đại, thuật ngữ người lính bao gồm cả sĩ quan, và hạ sĩ trong lực lượng quốc gia trên đất liền. Trong hầu hết các lực lượng vũ trang sử dụng của người lính từ đã có một ý nghĩa tổng quát hơn, do chuyên môn ngày càng cao của nghiệp nhà binh và thuật ngữ "binh lính" được chỉ về quân nhân, biệt kích, lính bộ binh, lính thủy, lính nhảy dù, kiểm lâm, lính bắn tỉa, kỹ sư, đặc công, lính cứu thương, lính cứu hỏa.

| Tìm hiểu thêm về binh sĩ tại các dự án liên quan |                                   |
| Tìm kiếm Wiktionary                              | Từ điển từ Wiktionary             |
| Tìm kiếm Commons                                 | Tập tin phương tiện từ Commons    |
| Tìm kiếm Wikinews                                | Tin tức từ Wikinews               |
| Tìm kiếm Wikiquote                               | Danh ngôn từ Wikiquote            |
| Tìm kiếm Wikisource                              | Văn kiện từ Wikisource            |
| Tìm kiếm Wikibooks                               | Tủ sách giáo khoa từ Wikibooks    |
| Tìm kiếm Wikiversity                             | Tài nguyên học tập từ Wikiversity |